# Boagrius
Boagrius là một chi nhện trong họ Palpimanidae.